# Oscillatore termocompensato
Un oscillatore termocompensato o TCXO (abbreviazione di Temperature Compensated Crystal Oscillator) è un particolare tipo di oscillatore al quarzo nel quale le variazioni di temperatura sono compensate per mezzo di un elemento che ha una dipendenza dalla temperatura di segno opposto. Ciò consente un miglioramento di un fattore 10 con una stabilità di {\displaystyle 5\cdot 10^{-9}K^{-1}} rispetto agli oscillatori non compensati. Inoltre i TCXO hanno un invecchiamento più lento (circa {\displaystyle 10^{-7}}/mese) data la temperatura costante a cui lavorano, alcuni tipi hanno un basso consumo e un preriscaldamento molto rapido; questi dunque sono particolarmente adatti per strumenti portatili a batteria.